# A Marshall-szigetek az olimpiai játékokon
A Marshall-szigetek első alkalommal a 2008. évi nyári olimpiai játékokon vett részt. Sportolói érmet még nem szereztek.
A Marshall-szigeteki Nemzeti Olimpiai Bizottság 2001-ben alakult meg, a NOB 2006-ban vette fel tagjai közé.